# 海棠糕
海棠糕，是一种流行于江南一带的传统豆沙馅甜点，因形似海棠花而得名，创制于清朝的苏州地区。后逐渐成为无锡苏州风味小吃之一。外层是面粉皮，里面是豆沙馅，在特制的模具中，注入面浆放入豆沙、鲜肉、菜猪油等馅心，再用面浆盖面，加上糖猪油丁和红、绿瓜丝、瓜子仁和芝麻等等，盖上撒白糖的铁板放在煤炉上烤熟即成。海棠糕香甜可口，热食尤佳。
美味秘笈：外形呈海棠花形，色呈紫酱红，吃表面撒着饴糖。

## 作法
海棠糕主料是面粉，配料有老酵、豆沙、猪板油、食用碱、白糖、红绿丝等。刚出炉的海棠糕表面呈酱红色，涂上饴糖，香甜松软。
使用花生油的制作方法：
1,将食碱加水化成水.面粉入缸，用冷水拌和打成面浆，放入老酵，碱水，拌和搅匀至面浆呈白色时.灌入铜壶待用.
2,花生油加适量清水调和成水油.豆沙入钵，加白糖，水油拌和成湿豆沙馅心.猪板油切丁，加入白糖拌制成糖板油丁.
3,糕模刷上水油，放在炉上稍稍加热，将面浆从铜壶中浇入糕模孔，至模孔一半深时，即在各模孔中放入豆沙馅，再将面浆浇入模孔，盖住豆沙，至模孔注满后，上面再放上糖板油丁，红绿瓜丝，烘烤七八分钟后，将模孔中的糕用铜钎挑出，放于另一撒上一层白糖的铁板上，糕面贴铁板，底面朝上，再放在炉上烘烤，待铁板上溢出糖浆，色呈酱红色时，把糕身取出装盘即可.